# 기업공시
기업의 공시란 기업의 법률관계 및 사실관계를 일정한 범위의 이해관계인 또는 일반인에게 알리는 것을 기업의 公示라고 한다. 기업내용은 그 기업의 경쟁력을 뜻하므로 상인으로서는 어느 정도의 기밀유지가 불가피하지만, 대외적 거래를 원만히 영위하고 이해관계인을 보호하기 위해서는 공시해야 할 사항도 있다.

## 직접적 공시•간접적 공시
공시방법은 공시할 정보의 성격•대상 등에 따라 각기 다른 형태를 취한다. 크게는 일정한 정보를 특정의 이해관계인에게 직접 전달하는 직접적 공시와 정보를 필요로 하는 자가 능동적으로 정보에 접근하여 획득할 수 있는 상태를 만들어 놓는 간접적 공시로 나누어 볼 수 있다.

### 직접적 공시
- 영업을 양수할 때에 채무를 인수하지 않는다는 통지 .[1]
- 화물상환증에 소정사항을 기재하는 것.[2]
- 주주총회를 개최할 때 주주에게 하는 소집통지.[3]
- 주식인수를 하고자 하는 자에게 주식청약서를 교부하는 것 .[4]

직접적 공시는 정보가 필요한 자에게 확실하게 전달된다는 장점은 있으나, 다량의 정보를 다수인에게 전달할 경우에는 큰 비용이 소요되고 사무가 번잡해지는 흠이 있다.

### 간접적 공시
- 회사의 주주명부•사채원부•주주총회의사록•감사보고서•재무제표를 본•지점에 비치하고 이해관계인이 열람할 수 있게 하는 것.[5]
- 운송인이 운송물에 관한 권리행사를 공시최고 하는 것 .[6]

간접적 공시는 적은 비용으로 다량의 정보를 다수인에게 전달할 수 있다는 장점은 있으나, 정보수령자의 능동적인 수집활동을 요하므로 전달이 완벽하지 모한 흠이 있다.

## 참고 문헌
- 이철송, <상법촉칙•상행위> (서울: 박영사, 2014), 236면.